# バタ
バタ (Bata) は、ギニア湾に面する赤道ギニアの大陸部リオ・ムニの大西洋岸にある都市。

## 概要
赤道ギニアを構成するビオコ島と大陸部リオムニ地区（ムビニ）のうち、ムビニに位置する。2005年の推計人口は約17万人で、首都であるマラボの石油ブームの際に人口最大都市を譲ったものの、その時代を除いては赤道ギニア最大の都市であり続けている。リトラル県の県都でもある。
木材・コーヒーなどの貿易の拠点であり、港湾都市でもあるバタは、マラボやカメルーン最大の都市ドゥアラとフェリーで結ばれている。空港（バタ空港）もあるが、地域住民の大半は極貧層であり、利用率は高くない。

## 歴史
バタの土地には元々ンドウェ族が暮らしていた。都市としての建設は1900年にフランス人が定住して都市を設立した事に始まる。当時のバタは小さな交易所が2つあるだけの小さな都市だった。1901年にパリ条約 でフランスはバタの地域をスペインに譲渡した。1907年にバタは小さな軍事基地であり、住民は237人以下で、そのうち37人のヨーロッパ人（スペイン人21人、フランス人9人、イギリス人3人）がいた。商社が進出しバタに、海岸沿いにマホガニーやコクタンなど貴重な木材の貿易の発展の為の工場も設立していき、徐々に都市化していった。都市構造の大部分は1950年代から開発された。スペイン領ギニアの一部であるリオ・ムニは1959年から1968年までスペインの海外県となり、バタはリオ・ムニ県の中心地であり、1968年の赤道ギニア共和国の独立時は赤道ギニアの首都であった。
2021年3月7日 - バタ市内の基地で爆発が発生。10までに死者98人、負傷者615人を出す惨事となった。

## 脚注

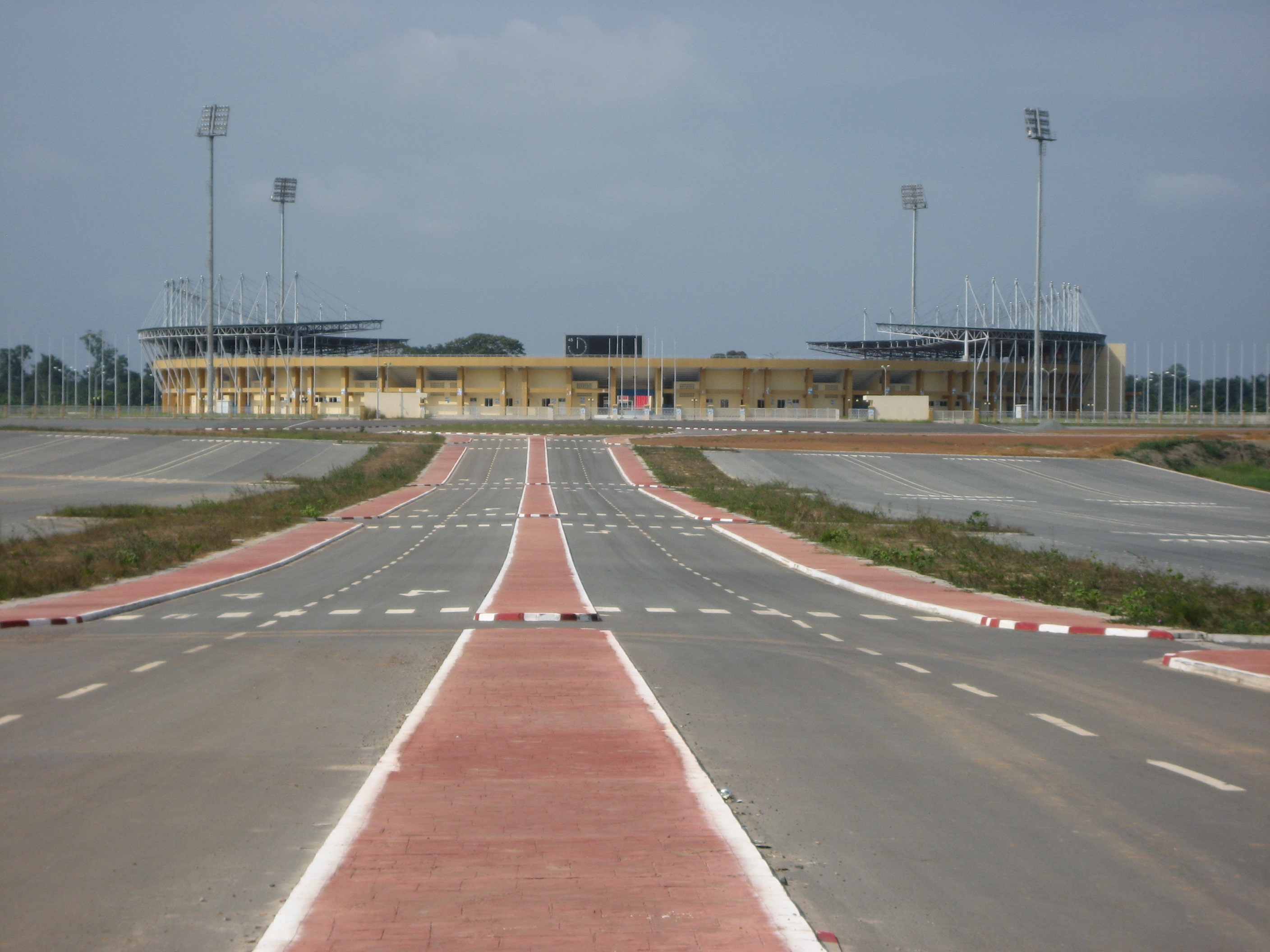
エスタディオ・デ・バタ